# Jeremy Newson
Jeremy Newson (Tunbridge Wells, 7 aprile 1947 – 16 dicembre 2020) è stato un attore britannico.

## Biografia
Jeremy Newson è un attore britannico che deve la sua popolarità alla partecipazione alla commedia musicale The Rocky Horror Picture Show (1975) di Jim Sharman, dove ha interpretato la parte di Ralph Hapschatt. Nel 1981 ha partecipato al seguito del musical Shock Treatment - Trattamento da sballo!, sua ultima apparizione cinematografica. 

## Filmografia

### Attore
- I compari (McCabe & Mrs. Miller), regia di Robert Altman (1971)
- The Rocky Horror Picture Show, regia di Jim Sharman (1975)
- Centre Play - serie TV, 1 episodio (1976)
- Yankees (Yanks), regia di John Schlesinger (1979)
- Shock Treatment - Trattamento da sballo! (Shock Treatment) (1981)